# Pravdivé zpovědi
Pravdivé zpovědi (v anglickém originále True Confessions) je americký kriminální film z roku 1981. Režisérem filmu je Ulu Grosbard. Hlavní role ve filmu ztvárnili Robert De Niro, Robert Duvall, Charles Durning, Cyril Cusack a Burgess Meredith.

## Obsazení
| Robert De Niro   | Desmond Spellacy |
| Robert Duvall    | Tom Spellacy     |
| Charles Durning  | Jack Amsterdam   |
| Cyril Cusack     | kardinál         |
| Burgess Meredith | Fargo            |
| Kenneth McMillan | Frank Crotty     |
| Ed Flanders      | Dan Campion      |
| Dan Hedaya       | Howard Terkel    |